# 1998-as Formula–1 kanadai nagydíj
A kanadai nagydíj volt az 1998-as Formula–1 világbajnokság hetedik futama.

## Futam
| Helyezés | #  | Versenyző             | Csapat/Motor        | Futott körök | Idő/Kiesés oka | Rajthelyezés | Pontszám |
| -------- | -- | --------------------- | ------------------- | ------------ | -------------- | ------------ | -------- |
| 1        | 3  | Michael Schumacher    | Ferrari             | 69           | 1'40:57,3      | 3            | 10       |
| 2        | 5  | Giancarlo Fisichella  | Benetton-Playlife   | 69           | +16,662        | 4            | 6        |
| 3        | 4  | Eddie Irvine          | Ferrari             | 69           | +1:00,059      | 8            | 4        |
| 4        | 6  | Alexander Wurz        | Benetton-Playlife   | 69           | +1:03,232      | 11           | 3        |
| 5        | 18 | Rubens Barrichello    | Stewart-Ford        | 69           | +1:21,513      | 13           | 2        |
| 6        | 19 | Jan Magnussen         | Stewart-Ford        | 68           | +1 kör         | 20           | 1        |
| 7        | 22 | Nakano Sindzsi        | Minardi-Ford        | 68           | +1 kör         | 18           |          |
| 8        | 20 | Ricardo Rosset        | Tyrrell-Ford        | 68           | +1 kör         | 22           |          |
| 9        | 16 | Pedro Diniz           | Arrows              | 68           | +1 kör         | 19           |          |
| 10       | 1  | Jacques Villeneuve    | Williams-Mecachrome | 63           | +6 kör         | 6            |          |
| Kiesett  | 23 | Esteban Tuero         | Minardi-Ford        | 53           | Elektronika    | 21           |          |
| Kiesett  | 9  | Damon Hill            | Jordan-Mugen-Honda  | 42           | Elektronika    | 10           |          |
| Kiesett  | 11 | Olivier Panis         | Prost-Peugeot       | 39           | Kicsúszás      | 15           |          |
| Kiesett  | 2  | Heinz-Harald Frentzen | Williams-Mecachrome | 20           | Kicsúszás      | 7            |          |
| Kiesett  | 7  | David Coulthard       | McLaren-Mercedes    | 18           | Gázadagoló     | 1            |          |
| Kiesett  | 15 | Johnny Herbert        | Sauber-Petronas     | 18           | Kicsúszás      | 12           |          |
| Kiesett  | 17 | Mika Salo             | Arrows              | 18           | Kicsúszás      | 17           |          |
| Kiesett  | 8  | Mika Häkkinen         | McLaren-Mercedes    | 0            | Váltó          | 2            |          |
| Kiesett  | 10 | Ralf Schumacher       | Jordan-Mugen-Honda  | 0            | Váltó          | 5            |          |
| Kiesett  | 14 | Jean Alesi            | Sauber-Petronas     | 0            | Ütközés        | 9            |          |
| Kiesett  | 12 | Jarno Trulli          | Prost-Peugeot       | 0            | Ütközés        | 14           |          |
| Kiesett  | 21 | Takagi Toranoszuke    | Tyrrell-Ford        | 0            | Erőátvitel     | 16           |          |

## A világbajnokság élmezőnyének állása a verseny után
| H  | Versenyzők           | Pont | H  | Konstruktőrök       | Pont |
| -- | -------------------- | ---- | -- | ------------------- | ---- |
| 1. | Mika Häkkinen        | 46   | 1. | McLaren-Mercedes    | 75   |
| 2. | Michael Schumacher   | 34   | 2. | Ferrari             | 53   |
| 3. | David Coulthard      | 29   | 3. | Benetton-Playlife   | 25   |
| 4. | Eddie Irvine         | 19   | 4. | Williams-Mecachrome | 16   |
| 5. | Giancarlo Fisichella | 13   | 5. | Stewart-Ford        | 5    |

### Statisztikák
Vezető helyen:
- David Coulthard 18 (1-18)
- Michael Schumacher 40 (19 / 44-69)
- Giancarlo Fisichella 24 (20-43)

Michael Schumacher 29. győzelme, 30. leggyorsabb köre, David Coulthard 8. pole-pozíciója.
- Ferrari 115. győzelme.

Jan Magnussen utolsó versenye.